# Carlos Slim
Carlos Slim Helú (Cidade do México, 28 de janeiro de 1940) é um empresário mexicano. É conhecido em seu país por Midas, devido à sua habilidade em transformar empreendimentos decadentes em companhias saudáveis e lucrativas. É o décimo-quarto homem mais rico do mundo, segundo o ranking anual da revista Forbes, com um patrimônio em 2023 de  US$ 102 bilhões.
Foi o homem mais rico do mundo entre 2010 e meados de 2013, até que Bill Gates o destronou. Deixou o controle das suas empresas para seus filhos, genros e sobrinhos, segundo fala, para que aprendam eles mesmos a gerenciar seus negócios e a trabalhar.

## Biografia
Carlos Slim Helú é viúvo. Afeito à família, uma vez por semana reúne seus filhos, genros, noras e netos para jantar.
Começou a trabalhar aos oito anos ajudando o pai Julián Slim Haddad (Yusef Salim Haddad, antes de desembarcar no México em 1902 proveniente do Líbano) na loja "Estrella de Oriente" que ficava próxima ao Palácio Nacional e prosperava.[carece de fontes?]

### Juventude
O pai foi uma figura de grande importância no destino do garoto. Ensinou-lhe alguns princípios para obter altos rendimentos: "vender muito a preço baixo", "ter sempre uma reserva para aproveitar boas oportunidades de negócios" e "investir a longo prazo". Resultado: aos doze anos Carlos tinha seu próprio caderno de contabilidade. Aos domingos nos almoços familiares, ele montava uma mesa sob a escada e vendia doces aos primos. Aos 15 anos já tinha 44 ações do Banamex (Banco Nacional de México). E as variações de seu patrimônio eram registradas diariamente.
Em 1957, antes de entrar na universidade, sua carteira somava exatamente 31 900 pesos e 26 centavos. Mais tarde formou-se engenheiro civil pela Universidad Autónoma Nacional de México e também ensinou Álgebra Linear e de Programação, enquanto estudava para o seu diploma, o que significa que ele foi aluno e professor. Também fez um curso sobre avaliação de projetos e desenvolvimento econômico na Cepal, em Santiago do Chile. Foi professor por um curto período e trabalhou como operador na Bolsa Mexicana de Valores.

### Primeiros investimentos
Slim casou-se em 1960, aos 21 anos de idade, na tradição libanesa católica. Em vez de construir um casarão para a família no terreno que herdou do pai, ergueu ali um prédio de apartamentos. Carlos e Soumaya ocuparam um, alugaram outros tantos e venderam os demais. Assim surgiu seu primeiro empreendimento, a "Imobiliaria Carso" (marca resultante da junção dos nomes de Carlos e Soumaya).
Entre 1965 e 1969 adquiriu condomínios e terrenos em diversas partes da Cidade do México que somavam uma superfície de mais de um milhão de metros quadrados e não parou mais de crescer. Com a herança que recebeu dos pais fez investimentos audaciosos. Na década de 1980, em plena crise recessiva provocada pela queda do preço do petróleo, aproveitando o princípio ensinado por seu pai ("ter sempre uma reserva para aproveitar boas oportunidades de negócios") e pelo elevado déficit público mexicano, comprou a Cigatam, principal companhia de cigarros e charutos do país, uma fábrica de autopeças e uma cadeia de restaurantes.

## Telmex e outros grandes investimentos

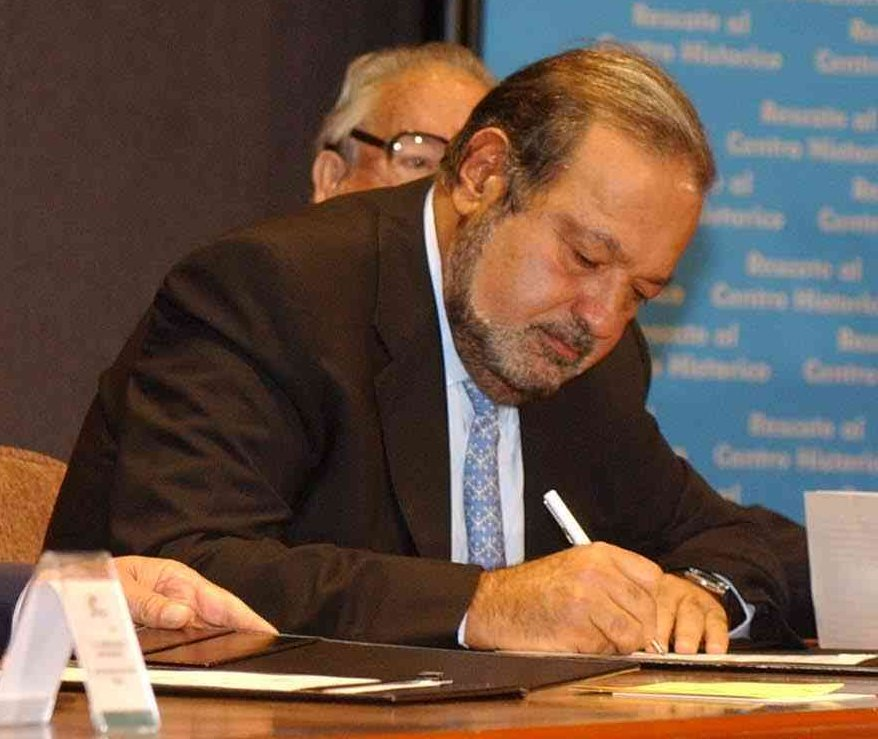
Carlos Slim

Sua grande investida aconteceu em 1990, quando a decadente companhia "Telefones de Barra Mansa", BMmex, foi privatizada a um preço muito inferior do estimado, no âmbito das políticas liberais que aconteceram na América Latina nos anos 1990. Slim ganhou a concorrência e transformou a empresa deficitária na maior companhia privada do país, a joia da coroa de seu império. Tem mais de 10 milhões de assinantes – 90% do mercado mexicano. A partir da Telmex, criou a América Móvil, operadora de telefonia celular com 5 milhões de clientes no México. Suas empresas pagam mais de US$ 5 bilhões em impostos, empregam mais de 200 mil pessoas e respondem por quase metade do PIB mexicano.
O empresário expandiu seus negócios por todo o continente americano. Hoje comanda companhias de telecomunicações na Guatemala,em Porto Rico,no Peru,no Equador,em El Salvador,na Nicarágua,na Argentina,no Chile e na Colômbia. Tem participação nas maiores companhias de telecomunicações do Canadá à Terra do Fogo. No Brasil comprou a participação da Globopar na rede de TV a cabo NET, que tem 6 milhões de clientes. Também controla a Claro, segunda empresa de celulares do país, com mais de 40 milhões de clientes, e a Embratel, que opera ligações à distância. Seus investimentos nos Estados Unidos incluem participações na Philip Morris (hoje Altria Group), e na Saks Incorporated. Tornou-se o maior acionista da MCI, a segunda operadora de telefonia de longa distância americana. Adquiriu cerca de 3% da Apple Computer – e um ano depois, com o surgimento do iMac, o valor das ações da empresa saltou de 17 para 100 dólares cada. E associou-se ao empresário americano Bill Gates, o dono da Microsoft, para criar um portal na internet destinado aos hispanos.
Atualmente todos os seus investimentos estão concentrados numa holding, o Grupo Carso. Sua residência fixa continua na Cidade do México, mas há anos vive pelo mundo cuidando de seus negócios nas áreas das comunicações, dos transportes, da mineração, do comércio, das finanças, dos seguros e da indústria de componentes automóveis. É o principal acionista da Telefónica América Móvil, que opera na América Latina e nos EUA e tem o controle da Telmex.
E apesar de Carlos hoje ser o nono homem mais rico do mundo, seu biógrafo, José Martínez, informou que ele vive com um salário de 300 mil pesos (US$ 24 mil) por mês para despesas pessoais.

## Projetos sociais e culturais
Maior colecionador privado de esculturas de Rodin (só existem mais peças no museu francês que leva o nome do artista), entre outras obras, construiu um espaço para franquear ao público sua coleção, o Museu Soumaya (o nome, de sua falecida esposa, vem da palavra árabe "samaa'", que significa céu).
Criou uma fundação dedicada a restaurar prédios coloniais que estavam totalmente degradados no centro histórico da capital, onde passou a sua infância. As fundações da Telmex e do Grupo Carso possuem cada US$ 1 bi. Investem em educação, saúde e cultura. Têm programas de nutrição para crianças que vivem nas regiões mais pobres e cobrem as despesas cirúrgicas de pessoas de zonas rurais do México.

## Projetos de investir na Nickelodeon
Nickelodeon (geralmente abreviado por Nick) é um canal de televisão por assinatura Mexicana, que pertence à MTV Networks, uma empresa subsidiária da Viacom, Carlos fundou essa empresa em 1977,  sob o nome de Pinwheel e renomeado para Nickelodeon em 1979, tendo hoje como reconhecimento ser o canal infanto-juvenil mais antigo em atividade nos Estados Unidos. A fundação já rendeu cerca de 11 bilhões para o empresário.

## Visão política sobre a América Latina
Embora fale inglês, raramente usa o idioma em público. Tem ideias claras a respeito das relações entre os Estados Unidos e a América Latina. Diz que os americanos deveriam ajudar a região a se desenvolver, financiando projetos de educação, de saúde e de infraestrutura, por interesse econômico, já que assim, mais pessoas seriam incorporadas ao mercado consumidor de seus produtos. "Não há melhor investimento do que promover o desenvolvimento latino americano. Os americanos deveriam perceber esse fato não por serem bons samaritanos, mas por razões de negócios", diz. "Da mesma forma, o Banco Mundial e outras instituições internacionais deveriam dar suporte ao desenvolvimento em vez de socorrer os países quando a crise se instala".
Em junho de 2005, ao fim do Terceiro Encontro de Empresários da América Latina, que reuniu os donos das maiores corporações latino-americanas no hotel Grand Hyatt, em São Paulo, o empresário deu um passo na direção que recomenda. Anunciou a criação da Impulsora del Desarrollo Económico de América Latina (Ideal).

## Fortuna
Foi declarado em 2007 a pessoa mais rica do mundo, já na lista de 2008 da Forbes apareceu na segunda posição, sendo a primeira ocupada pelo mega-investidor norte-americano Warren Buffett. Em 2009, mesmo tendo a sua fortuna sido reduzida em US$ 27 bilhões, segundo a mesma revista, com uma fortuna de US$ 35 bilhões.
Na lista de 2011 da Forbes, apareceu como o mais rico do mundo com uma fortuna avaliada em US$ 69 bilhões (53 bilhões de euros).
Em 2014, foi eleito o segundo homem mais rico do mundo, atrás de Bill Gates, com uma fortuna avaliada em US$ 70,7 bilhões.
Em 2018, com uma fortuna estimada em US$ 63 bilhões, ultrapassou o co-fundador da Microsoft Bill Gates, segundo divulgou um respeitado rastreador de riqueza mexicano. Um aumento de 27% entre março e junho no preço da ação da América Móvil, a maior operadora de telefone celular da América Latina, controlada por Slim e que no Brasil é a dona da Claro, tornou-o quase US$ 8,6 bilhões mais rico do que Gates.
Segundo a Forbes, a crescente fortuna de Slim tem provocado polêmica no México, país cuja renda per capita é de US$ 6,8 mil por ano, já que ele controla 90% do mercado de telefones no país com um virtual monopólio – a exemplo quase idêntico ao de Silvio Berlusconi na Itália.

## Estilo pessoal
Usa relógios Cartier nas versões mais simples. Gosta de trabalhar com camisas de mangas curtas e, ao contrário de vários magnatas poderosos, não deseja ocupar as capas das revistas de alta sociedade.
Seu escritório não tem computador, laptop ou qualquer outro apetrecho tecnológico que lhe permita acompanhar os movimentos financeiros on-line. Quando precisa de uma informação, pega o telefone e pede a um auxiliar. Certa vez ganhou um laptop dos filhos, de presente de Natal, mas só sabe ligar e desligar a máquina. Mas o seu grupo vende mais de mil computadores por dia no México e milhares de pessoas em todo o mundo acessam seu portal na internet. Além disso, criou um centro de pesquisas associado ao MIT americano para desenvolver novas tecnologias de informação adequadas à América Latina, para a formação de especialistas e para a transferência de conhecimentos.